# 1985 en Ontario
Chronologie de l'Ontario
- 1981
- 1982
- 1983
- 1984
- 1985
- 1986
- 1987
- 1988
- 1989

Cette page concerne des événements d'actualité qui se sont produits durant l'année 1985 dans la province canadienne de l'Ontario.

## Politique

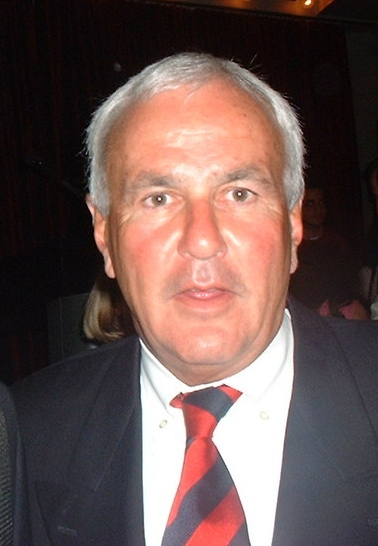
David Peterson, 20e Premier ministre de l'Ontario

- Premier ministre :  Bill Davis du parti progressiste-conservateur de l'Ontario puis  David Peterson du parti libéral de l'Ontario.
- Chef de l'Opposition :
- Lieutenant-gouverneur :
- Législature :

## Événements

### Mai
- Tornades du 31 mai 1985 en Ontario qui fait douze morts et des centaines de blessés. Il s'agit de l'une des éruptions de tornades les plus importantes au pays.

### Juin
- 23 juin : les groupes terroristes Sikh sont responsables d'avoir faire explose le Vol 182 Air India vers la route de Toronto à London.

## Décès
- 16 février : Marian Engel (en), romancière (° 24 mai 1933).
- 21 avril : Foster Hewitt, pionnier de la radio (° 21 novembre 1902).
- 3 juillet : Frank J. Selke, dirigeant de hockey sur glace (° 7 mai 1893).